# 摩納哥的佛洛雷絲汀
摩納哥的佛洛雷絲汀（法語：Florestine de Monaco，1833年10月22日—1897年4月4日），摩纳哥亲王佛洛雷斯坦一世之女，第一代乌拉赫公爵威廉之妻。

## 家庭
1863年，佛洛雷絲汀與符騰堡國王威廉一世的堂弟第一代乌拉赫公爵威廉結婚，兩人共有兩個兒子：
1. 第二代乌拉赫公爵威廉·卡尔（1864年—1928年）
2. 烏拉赫的卡爾·約瑟夫（德语：Karl Joseph von Urach）（1865年—1925年）